# Ferenc Dávid
Ferenc Dávid (också som Francis David eller Francis Davidis), född som Franz David Hertel omkring 1520, död 15 november 1579, var en unitarisk predikant från Transylvania, grundare av Unitariska kyrkan i Transsylvanien, och ledande person inom de antitrinitariana rörelserna under protestantiska reformationen. 
Han studerade katolsk teologi i Wittenberg och  Frankfurt an der Oder, och var först katolsk präst, senare luthersk och sedan kalvinistisk biskop i Furstendömet Transsylvanien. Han lärde sig lärorna och praxis för de romersk-katolska och protestantiska kyrkorna, men avvisade senare flera av dem och kom att omfamna Unitarism. 
Han bestred den kristna uppfattningen om den heliga treenigheten och trodde att Gud var en och odelbar.